# NGC 2925
NGC 2925 ist die Bezeichnung für einen offenen Sternhaufen im Sternbild Segel des Schiffs. NGC 2925 hat einen Durchmesser von 15 Bogenminuten und eine scheinbare Helligkeit von 8,3 mag. Das Objekt wurde am 5. Januar 1837 von John Herschel entdeckt.